# Hănțești (okręg Suczawa)
Hănțești – wieś w Rumunii, w okręgu Suczawa, w gminie Hănțești. W 2011 roku liczyła 3032 mieszkańców. 